# 조르즈 알바르스
조르즈 알바르스(포르투갈어: Jorge Álvares, 15세기 후반 포르투갈 왕국 노르트 지방 브라간사 현 ~ 1521년 7월 8일 중국)은 유럽인 중 처음으로 해로를 이용해서, 최초로 중국과 홍콩을 탐험한 포르투갈의 탐험가다. 오늘날 홍콩섬에 처음으로 정착한 것은 중국인과의 상업 계약 수립과 평화 유지에 있어 중요한 성과를 이룩하였다고 여겨지고 있다.

## 탐험
1513년 5월, 알바르스는 포르투갈령 말라카의 선장 루이 드 브리투 파탈림(Rui de Brito Patalim)의 정크선을 타고 페구(Pegu)를 출항하였다. 원정대는 다른 정크선 5척도 함께 했다. 알바르스는 2명의 포르투갈인 선원과 함께 하였다.
1513년 5월, 알바르스는 중국 광주(廣州) 인근의 한 섬에 도착, 처음으로 중국땅을 밟았다. 포르투갈인들은 이 섬을 타망(Tamão)이라 불렀지만, 주강(珠江) 삼각지역에 있다는 사실 외에는 이 섬이 정확히 어디인지 알려져 있지 않다. 학자들은 란타우 섬(Lantau Island, 南頭, 爛頭, 大嶼)과 린틴 섬(Lintin Island, 伶仃島, 즉 內伶仃島)을 후보로 보고 있다. 타망에 도착하자마자, 알바레스는 포르투갈 국왕으로부터 받은 파드랑(padrão)을 세웠다. 선장으로부터 받은 정보를 기반으로, 이들 원정단은 교역처를 찾고자 하였다. 곧바로 포르투갈령 인도(Estado da Índia)의 부왕(副王, vice-rei) 아퐁수 드 알부케르크(Afonso de Albuquerque)는 크리스토퍼 콜럼버스(Christopher Columbus)의 사촌 하파엘 페레스트레요(Rafael Perestrello)[4]를 파견하여 중국인과의 교역관계를 성사시키고자 하였다. 1513년 말, 말라카에서 출발한 배 한 척을 타고 페레스트레요는 광동(廣東) 남쪽 해안에 상륙하였다.
브라가(J.M. Braga)가 1955년 저술한 책에 의하면, 알바르스는 마누엘 1세(Manuel I)에게 전달할 중국의 문화, 종교, 재정, 군사, 기타 가치 있는 정보들을 습득하였다.

## 사망과 유산
1521년 7월 8일, 알바르스는 타망에서 친구 두아르트 코엘류(Duarte Coelho)의 팔에 안긴 채 사망하였다. 타망의 위치에 관한 논쟁 외에도, 역사학자들은 그의 죽음의 원인에 대해 찾지 못하고 있다.
죽음의 원인은 기록되어 있지 않지만, 1521년 명 해군은 타망을 공격하였다. 포르투갈인들은 타망을 버리고 말라카(Malacca)로 도망갔다. 이후로 알바르스의 원정에 대한 중요성에 대해 사람들의 기억속에서 사라져 갔다. "알바르스의 역할은 부차적인 것으로 전락하였다"고 언급되기도 한다.
내셔널 지오그래픽(National Geographic)에 의하면, "타망이 없었으면 마카오는 없어다(Macau may never have existed if not for Tamão)"고 한다. 포르투갈인들은 타망에서 "중국, 주강삼각주, 남중국해가 돌아가는 법을 알았다"고도 언급한다. 알바르스와 포르투갈인들의 정착은 훗날 마카오를 낳게 되는 사건들의 첫 시작을 끊었다고 평가된다.

## 같이 보기
- 토메 피르스